# Coastal Athletic Association (pallavolo)
La Coastal Athletic Association (CAA) è una delle 32 conference di pallavolo femminile affiliate alla NCAA Division I, la squadra vincitrice accede di diritto al torneo NCAA.

## Membri

| Squadra                  | Sede         | Stato             | Fondazione | Soprannome      | Affiliazione |
| ------------------------ | ------------ | ----------------- | ---------- | --------------- | ------------ |
| Campbell                 | Buies Creek  | Carolina del Nord | 1985       | Fighting Camels | 2023         |
| College of Charleston    | Charleston   | Carolina del Sud  | 1974       | Cougars         | 2013         |
| Elon                     | Elon         | Carolina del Nord | 1972       | Phoenix         | 2014         |
| Hampton                  | Hampton      | Virginia          | 1977       | Lady Pirates    | 2022         |
| Hofstra                  | Hempstead    | New York          | 1976       | Pride           | 2001         |
| North Carolina A&T State | Greensboro   | Carolina del Nord | ?          | Aggies          | 2022         |
| UNC Wilmington           | Wilmington   | Carolina del Nord | 1974       | Seahawks        | 1984         |
| Northeastern             | Boston       | Massachusetts     | 1974       | Huskies         | 2005         |
| Stony Brook              | Stony Brook  | New York          | 1978       | Seawolves       | 2022         |
| Towson                   | Towson       | Maryland          | 1976       | Tigers          | 2002         |
| William & Mary           | Williamsburg | Virginia          | 1975       | Tribe           | 1984         |

### Ex membri
| College               | Ingresso | Uscita |
| --------------------- | -------- | ------ |
| East Carolina         | 1984     | 2000   |
| George Mason          | 1984     | 2012   |
| James Madison         | 1984     | 2021   |
| American              | 1985     | 2000   |
| Virginia Commonwealth | 1995     | 2011   |
| Delaware              | 2001     | 2024   |
| Drexel                | 2002     | 2002   |
| Georgia State         | 2005     | 2012   |

## Arene
| Squadre                  | Arene                                   | Capacità |
| ------------------------ | --------------------------------------- | -------- |
| Campbell                 | John W. Pope Jr. Convocation Center     | 3 095    |
| College of Charleston    | TD Arena                                | 5 100    |
| Elon                     | Schar Center                            | 5 100    |
| Hampton                  | Hampton Convocation Center              | 7 800    |
| Hofstra                  | David S. Mack Physical Education Center | 800      |
| North Carolina A&T State | Corbett Sports Center                   | 5 000    |
| UNC Wilmington           | Hanover Hall                            | ?        |
| Northeastern             | Cabot Center                            | 1 800    |
| Stony Brook              | Pritchard Gymnasium                     | 1 970    |
| Towson                   | SECU Arena                              | 5 200    |
| William & Mary           | Kaplan Arena                            | 8 600    |

## Albo d'oro
| Dal 1984 al 2022 la competizione è denominata Colonial Athletic Association |                       |                       |   |
| 1984 Dettagli                                                               | James Madison         | William & Mary        | - |
| 1985 Dettagli                                                               | William & Mary        | James Madison         | - |
| 1986 Dettagli                                                               | William & Mary        | James Madison         | - |
| 1987 Dettagli                                                               | William & Mary        | James Madison         | - |
| 1988 Dettagli                                                               | William & Mary        | UNC Wilmington        | - |
| 1989 Dettagli                                                               | William & Mary        | James Madison         | - |
| 1990 Dettagli                                                               | William & Mary        | George Mason          | - |
| 1991 Dettagli                                                               | William & Mary        | American              | - |
| 1992 Dettagli                                                               | George Mason          | William & Mary        | - |
| 1993 Dettagli                                                               | George Mason          | William & Mary        | - |
| 1994 Dettagli                                                               | George Mason          | American              | - |
| 1995 Dettagli                                                               | George Mason          | William & Mary        | - |
| 1996 Dettagli                                                               | George Mason          | James Madison         | - |
| 1997 Dettagli                                                               | American              | George Mason          | - |
| 1998 Dettagli                                                               | American              | James Madison         | - |
| 1999 Dettagli                                                               | James Madison         | American              | - |
| 2000 Dettagli                                                               | James Madison         | George Mason          | - |
| 2001 Dettagli                                                               | William & Mary        | George Mason          | - |
| 2002 Dettagli                                                               | George Mason          | James Madison         | - |
| 2003 Dettagli                                                               | George Mason          | Hofstra               | - |
| 2004 Dettagli                                                               | Towson                | Delaware              | - |
| 2005 Dettagli                                                               | Virginia Commonwealth | Towson                | - |
| 2006 Dettagli                                                               | Hofstra               | Virginia Commonwealth | - |
| 2007 Dettagli                                                               | Delaware              | Hofstra               | - |
| 2008 Dettagli                                                               | Delaware              | Northeastern          | - |
| 2009 Dettagli                                                               | George Mason          | Virginia Commonwealth | - |
| 2010 Dettagli                                                               | Delaware              | Northeastern          | - |
| 2011 Dettagli                                                               | Delaware              | Virginia Commonwealth | - |
| 2012 Dettagli                                                               | Hofstra               | Delaware              | - |
| 2013 Dettagli                                                               | College of Charleston | Northeastern          | - |
| 2014 Dettagli                                                               | Hofstra               | College of Charleston | - |
| 2015 Dettagli                                                               | UNC Wilmington        | College of Charleston | - |
| 2016 Dettagli                                                               | James Madison         | Delaware              | - |
| 2017 Dettagli                                                               | James Madison         | College of Charleston | - |
| 2018 Dettagli                                                               | Hofstra               | James Madison         | - |
| 2019 Dettagli                                                               | Towson                | James Madison         | - |
| 2020 Dettagli                                                               | Towson                | Northeastern          | - |
| 2021 Dettagli                                                               | Towson                | Elon                  | - |
| 2022 Dettagli                                                               | Towson                | Delaware              | - |
| Dal 2023 la competizione è denominata Coastal Athletic Association          |                       |                       |   |
| 2023 Dettagli                                                               | Delaware              | Towson                | - |
| 2024 Dettagli                                                               | College of Charleston | Delaware              | - |

## Palmarès
| Squadre               | Titoli | Stagioni                                       |
| --------------------- | ------ | ---------------------------------------------- |
| William & Mary        | 8      | 1985, 1986, 1987, 1988, 1989, 1990, 1991, 2001 |
| George Mason          | 8      | 1992, 1993, 1994, 1995, 1996, 2002, 2003, 2009 |
| James Madison         | 5      | 1984, 1999, 2000, 2016, 2017                   |
| Towson                | 5      | 2004, 2019, 2020, 2021, 2022                   |
| Delaware              | 5      | 2007, 2008, 2010, 2011, 2023                   |
| Hofstra               | 4      | 2006, 2012, 2014, 2018                         |
| American              | 2      | 1997, 1998                                     |
| College of Charleston | 2      | 2013, 2024                                     |
| Virginia Commonwealth | 1      | 2005                                           |
| UNC Wilmington        | 1      | 2015                                           |